# Szombathy Pál
Szombathy Pál (Bácsalmás, 1969. július 10. –) magyar újságíró, publicista, televíziós műsorvezető. Az 1990-es években a Magyar Televízió egyik vezető munkatársa, 2003 és 2006 között a Magyar Hírlap főszerkesztője. 2008-ban a zona.hu internetes magazin alapítója. A Digi Sport alapításától 2020-ig a Reggeli Start című műsorának főszerkesztője, műsorvezetője. 2020-ban egy ideig az Index vezérigazgatója és főszerkesztője, majd 2022. július 4-től 2023 áprilisáig a 168 Óra főszerkesztője.
Édesapja Szombathy Zoltán újságíró.

## Életpályája
Gyermekkorát Bácsalmáson, illetve Kecskeméten töltötte. 1988-ban kezdte meg egyetemi tanulmányait az Eötvös Loránd Tudományegyetem Bölcsésztudományi Kar magyar-történelem szakán, ahol 1993-ban szerzett abszolutóriumot. Még egyetemista időszakában lett a Magyar Hírlap című napilap külső munkatársa. 1993-ban a lap átvette belső munkatársnak, valamint parlamenti tudósítónak. 1994-ben átkerült a Magyar Televízióhoz, belpolitikai főszerkesztői beosztásban, egy évre rá A Hét című hírháttérműsor főszerkesztője lett. 1998-ban az MTV vezető szerkesztőjeként folytatta munkáját. Közben 1996-ban megszerezte történelem szakos bölcsész diplomáját.
2000-ben távozott a közszolgálati televíziótól és visszatért a Magyar Hírlap szerkesztőségébe előbb munkatársként, majd belpolitikai rovatvezetőként, végül a lap főmunkatársaként dolgozott 2002-ig. Ekkor vette át „A nap témája” című rovat vezetését. 2003-ban megbízták a lap főszerkesztésével. Erre az időszakra esett, amikor a lapot tulajdonló Ringier felvásárolta a Népszabadság című napilapot kiadó cég egy részét és emiatt bezárta a Magyar Hírlap szerkesztőségét. Ebben az időben adta ki vezetésével a szerkesztőség a két hétig megjelenő A Pont című lapot. A szerkesztőség ekkor felvásárolta a Magyar Hírlapot kiadó céget és újraindították a lapot. 2005-ben Széles Gábor üzletember vette meg a kiadócéget, az újság irányvonalát megváltoztatva, így 2006-ban Szombathyt menesztették a laptól.
Újságírói munkája mellett 2002-ben a köztelevízió Élesben című műsorát vezette, illetve 2002 és 2004 között az ATV-n vezetett reggeli, illetve háttérműsorokat. 2007-ben külsősként visszatért a Magyar Televízióhoz, ahol az Á la carte című közéleti-beszélgetős műsor vezetője volt. 2008-ban a műsorral párhuzamosan zona.hu néven internetes magazint indított, amelyik egy évig volt aktív. 2009-ben nem indult újra az Á la carte, amelyet 2010-től a Story TV vett műsorára. 2011 nyarától a Digi Sport című sportcsatorna munkatársa, ahol különböző beszélgetős műsorokat vezetett (Reggeli Start, Rangadó) 2020-as menesztéséig. Munkái mellett néhány lapban jelentet meg írásokat, publicisztikákat (pl. Új Szó).
2017. július 26-tól az Index.hu Zrt. igazgatósági tagja, 2020. július 22-től július 27-ig vezérigazgatója. Ezzel az Index.hu Zrt. legrövidebb hivatalban lévő vezérigazgatója mintegy 4 nappal (Ződi Zsolt előtte 6 napot töltött a poszton).
2022. július 4-től a 168 Óra főszerkesztője lett 2023 áprilisi távozásáig.